# Reborn
Reborn es el quinto álbum de Era, lanzado el 19 de abril de 2008, este álbum resultó ser una sorpresa para los que estaban familiarizados con el sonido ya definido por esta agrupación, especialmente por presentar notorios cambios en las voces de los intérpretes, entre otros detalles sonoros.

## Lista de canciones
1. Sinfoni Deo (Inspired by the Ave Maria of Caccini
2. Reborn
3. Dark Voices
4. Come Into My World
5. Prayers
6. Thousand Words
7. After Thousand Words
8. Kilimandjaro
9. Last Song
10. Come Into My World (Remix)[with"Visigoth"]

### Edición latinoamericana
1. Reborn
2. Prayers
3. Dark Voices
4. Sinfoni Deo (Inspired by the Ave Maria of Caccini)
5. Come Into My World
6. Kilimandjaro
7. Thousand Words
8. After Thousand Words
9. Last Song
10. Come Into My World (REMIX)

## Detalles de este álbum
Dando así la bienvenida a dos nuevas voces que daran vida al nuevo álbum de ERA "Racha Rizk y Keith Murrell"
La vocalista Lena Jinnegren tras haber sido la voz principal en trabajos anteriores, esta vez, solo participa en una canción: Come into my world.
Y dando así a  Racha Rizk un importante trabajo con su voz en la mayoría de las canciones de este álbum.
- Datos: Q2283823